# Kevin Brühlmann
Kevin Brühlmann (geb. 1990) ist ein Schweizer Journalist, Reporter und Sachbuchautor.

## Leben
Kevin Brühlmann wuchs in Thayngen im Kanton Schaffhausen auf. Seinen Masterabschluss machte er an der Universität Zürich im Fach Geschichte. Er arbeitete mehrere Jahre als Journalist bei der Wochenzeitung Schaffhauser AZ, anschliessend beim Tages-Anzeiger (Tamedia). Zu seinen Auszeichnungen und Preisen zählen der Schweizer Reporterpreis (2018) und der Zürcher Journalistenpreis in der Kategorie Nachwuchs (2019). Sein 2021 erschienenes Buch Schaffhausen muss sterben, damit wir leben können, ist eine historische Reportage über die Revolte von 1968 in der Provinz. Das Buch sei eine «klug komponierte Reportage über die 1968er-Revolte abseits der grossen Metropolen», hiess es in NZZ Geschichte. Seiner Heimat Schaffhausen ist Brühlmann auch verbunden durch verschiedene Artikelreihen, wie z. B. zur Privatuniversität Schaffhausen Institute of Technology.
Im Januar 2022 verfasste Brühlmann ein Portrait von der Zürcher Politikerin Sonja Rueff-Frenkel im Tages-Anzeiger. Brühlmann bediente darin antisemitische Klischees. Dafür bat er öffentlich um Entschuldigung. Die Politikerin akzeptierte die Entschuldigung bei einem Treffen. Auch die Chefredaktion des Tages-Anzeiger hat sich öffentlich entschuldigt. Brühlmann wurde im Februar 2022 entlassen, obschon sich eine Gruppe von prominenten jüdischen Persönlichkeiten sowie zahlreiche Redaktionskolleginnen und -kollegen für Brühlmann einsetzten.
Heute ist er Autor bei der Schaffhauser AZ. Im August 2024 erschien seine Recherche über einen mutmasslichen Betrugsfall einer Investitionsfirma in der Republik.

## Auszeichnungen
- Anerkennungspreis des Schaffhauser Pressevereins (2015)[15]
- Schweizer Reporterpreis (2018)
- Zürcher Journalistenpreis (2019)

## Werke
- Schaffhausen muss sterben, damit wir leben können: Die Revolte von 1968 in der Provinz. Verlag am Platz, Schaffhausen 2021, ISBN 978-3-908609-14-8.